# Opopaea euphorbicola
Opopaea euphorbicola là một loài nhện trong họ Oonopidae.
Loài này thuộc chi Opopaea. Opopaea euphorbicola được Embrik Strand miêu tả năm 1909.